# David Stern

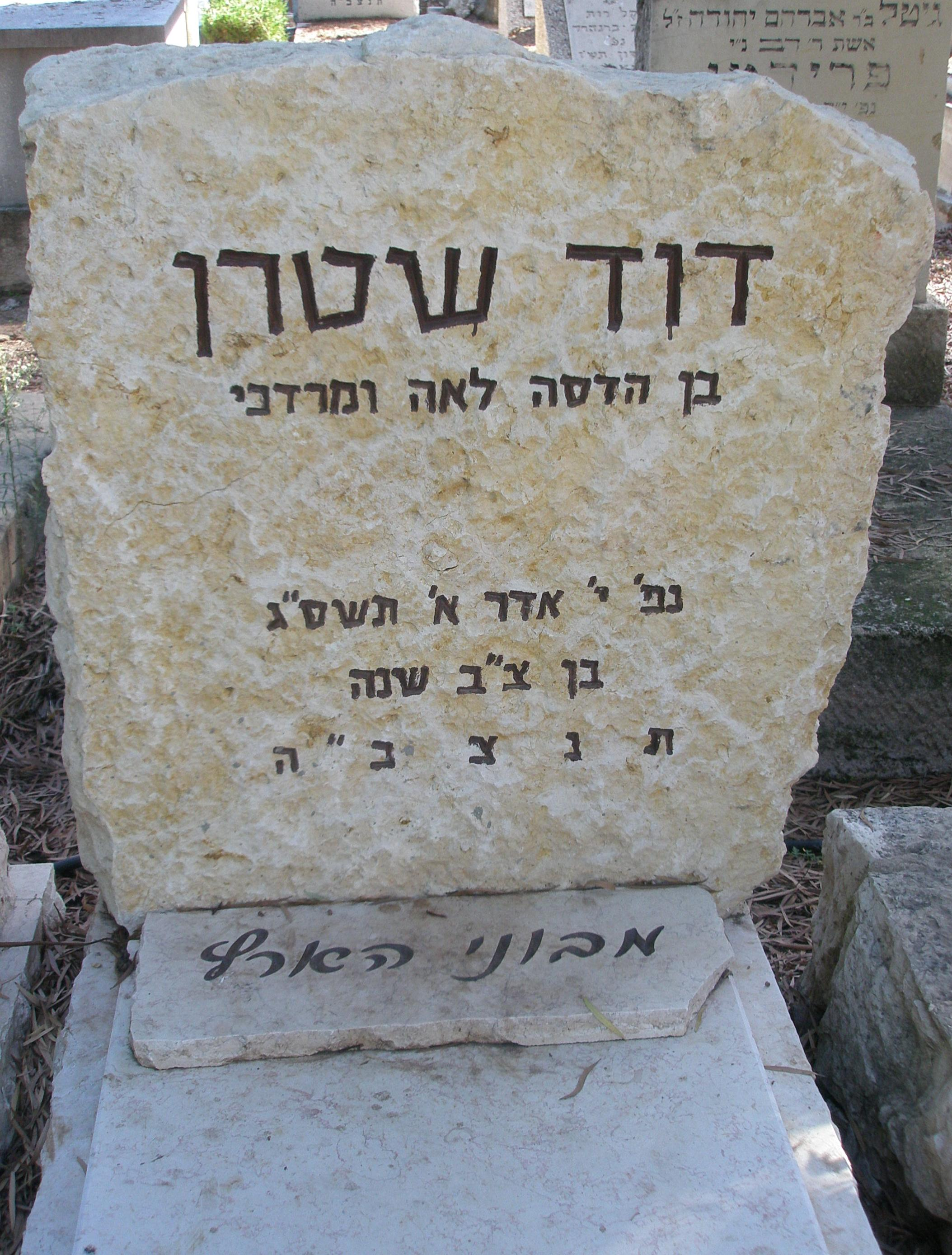
Hrob Davida Sterna na hřbitově Nachalat Jicchak v Giv'atajim

David Stern (hebrejsky דוד שטרן, David Štern, 29. března 1910 – 13. února 2003) byl izraelský stavební podnikatel a politik, člen Knesetu za Likud v letech 1979–1981.

## Biografie
Narodil se ve městě Suwałki v Ruské říši (dnešní Polsko) jako mladší bratr Avrahama Sterna. Studoval v Brně inženýrství. A poté roku 1935 vycestoval do mandátní Palestiny. Zapojil se do aktivit svého bratra a spolu s ním se stal členem Lechi.
Jako člen Cherutu se stal roku 1969 členem městského zastupitelstva Tel Avivu. Roku 1977 kandidoval za Likud do Knesetu, ale poslancem se stal až roku 1979 jako náhradník za Šmuela Rechtmana, Ve volbách roku 1981 už své místo neobhájil.
Zemřel roku 2003 ve věku 92 let.